# Sinops sichuanensis
Sinops sichuanensis är en tvåvingeart som beskrevs av Zhang, Yang och Wayne N. Mathis 2005. Sinops sichuanensis ingår i släktet Sinops och familjen vattenflugor. Inga underarter finns listade i Catalogue of Life.